# Българско кафяво говедо
Българско кафяво говедо е българска порода говеда с предназначение добив на мляко и месо.

## Разпространение
Породата е разпространена в стопанства в селища, намиращи се в планински райони на югозападна България, в равнинните и планински райони на южна и югоизточна България. Представители на породата се срещат и в планинските части на областите Ловеч и Велико Търново. По-рядко се среща и във всички останали части на страната.
Към 2008 г. броят на представителите на породата е бил 38 115 индивида. Това е втората по разпространение и численост порода говеда в България и представлява 13 – 15% от популацията на говеда в страната.
Рисков статус – няма риск.

## Създаване
Българското кафяво говедо е създадено чрез възпроизводетелно и поглъщателно кръстосване на местни сиви говеда с бици от Кафява алпийска порода внесени от Швейцария, Германия и Австрия. На по-късен етап от породообразуването са използвани бици от породата Кафяво американски говедо. Породата е утвърдена през 1981 г.

## Описание
Говедата са с къса сиво-кафява космена покривка. Телетата се раждат сиво-бели, на 2 – 3 месечна възраст стават сиво-черни, а по-късно стават сиво-кафяви. Видимите лигавици по носното огледало и ануса са черни. Главата е средноголяма. Телосложението е пропорционално. Крайниците са нормално поставени със здрави кости и добра мускулатура. Вимето е добре развито с предимно чашковидна форма. Кравите са средноскорозрели и раждат на 27 – 28 месечна възраст за първи път. Кланичният рандеман е 56-58%. Месото е нежно, розово-червено, добре мраморирано и с добри вкусови качества.
Кравите са с тегло 530 – 580 kg, а биците 860 – 980 kg. Средната млечност за лактация е 4409 l. Маслеността на млякото е 3,9%.